# Isola di Kitchener

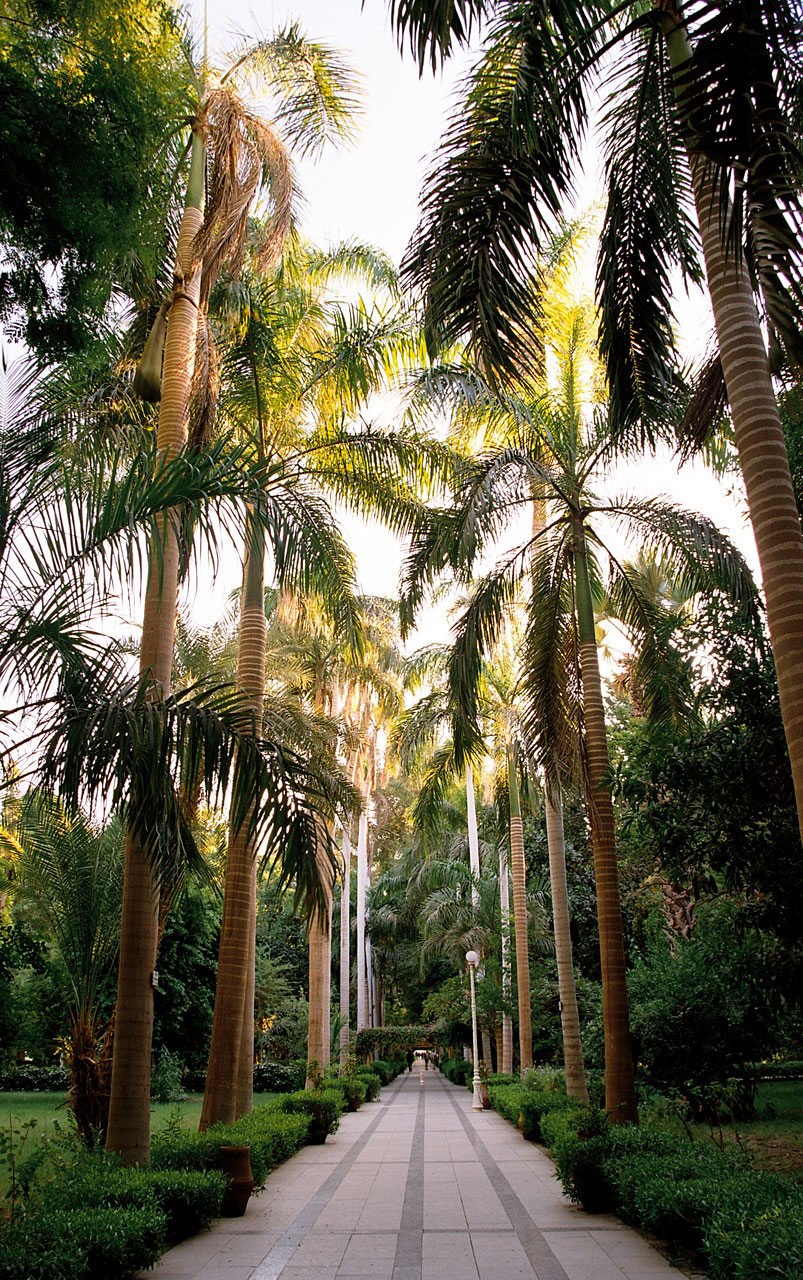
Via delle palme, orto botanico di Assuan

L'isola di Kitchener (nota localmente in lingua araba come Geziret an-Nabatat, جزيرة النباتات - ovvero "isola delle piante"), è un'isoletta di forma ovale situata nel fiume Nilo, ad Assuan, in Egitto. L'intera isola forma l'orto botanico di Assuan.

## Geografia
L'isola di Kitchener è una delle due maggiori isole del Nilo nelle vicinanze di Assuan, assieme a Elefantina. Elefantina è più grande di Kitchener, e si trova tra Kitchener e la città di Assuan (sulla riva orientale). Per questo motivo è difficile vedere la piccola Kitchener dalla città.

## Storia
L'isola fu concessa a Lord Kitchener come ricompensa per i suoi servizi nella guerra mahdista (1896-1898). Con l'aiuto del ministero dell'irrigazione, Kitchener trasformò rapidamente l'isoletta lunga 750 metri in un paradiso di alberi e piante esotiche, comprensivo di sentieri panoramici. In seguito il possesso passò al governo egiziano, e l'isola fu usata come stazione di ricerca per lo studio di diversi cibi e colture da reddito. Ora sull'estremità meridionale si trova una stazione di ricerca biologica, chiusa ai visitatori dell'orto botanico.

## Orto botanico di Assuan
L'isola nella sua interezza costituisce l'orto botanico di Assuan. Vi si possono trovare numerose varietà di piante subtropicali, esotiche e rare, una collezione iniziata da Lord Kitchener stesso e portata avanti dopo di lui. I giardini sono particolarmente famosi tra gli abitanti locali e tra i turisti. Isola e giardini possono venire raggiunti tramite feluche, motoscafi o traghetti.

## Galleria d'immagini

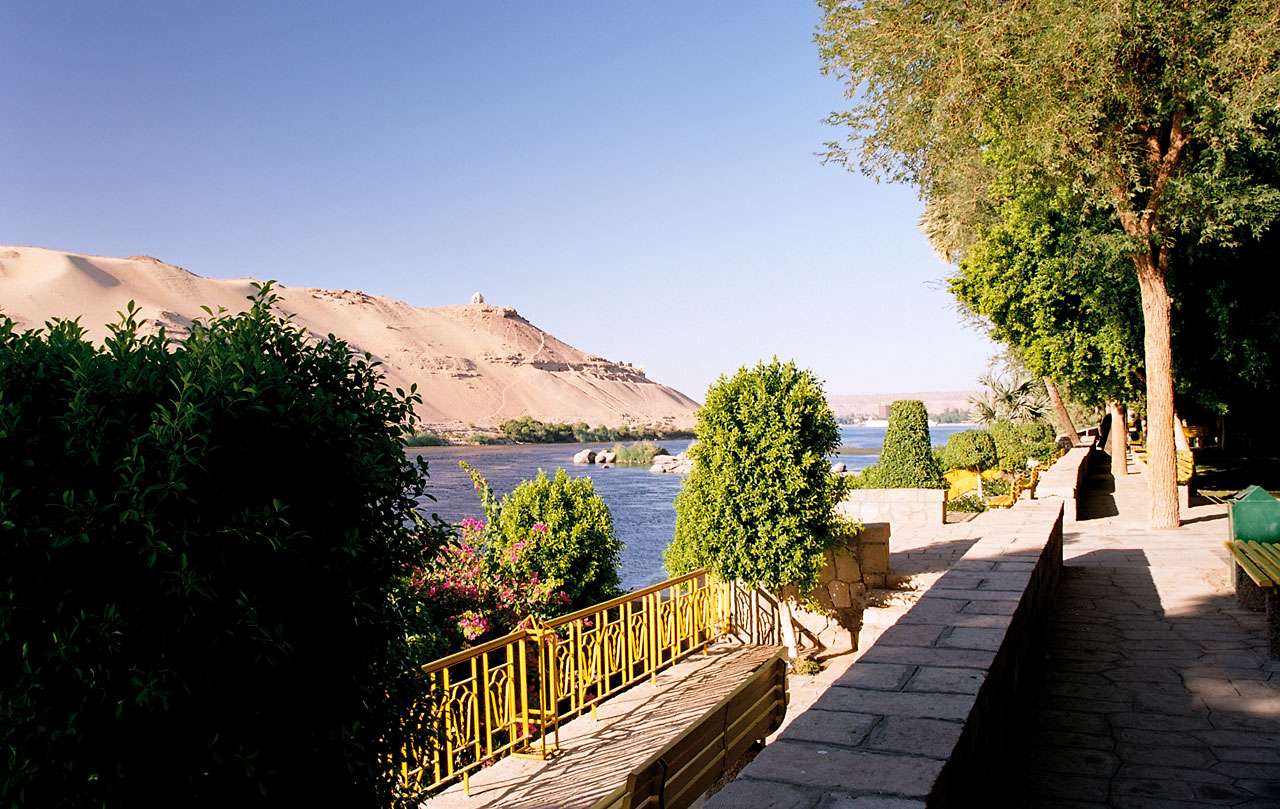
Riva occidentale del Nilo vista dall'orto botanico di Assuan
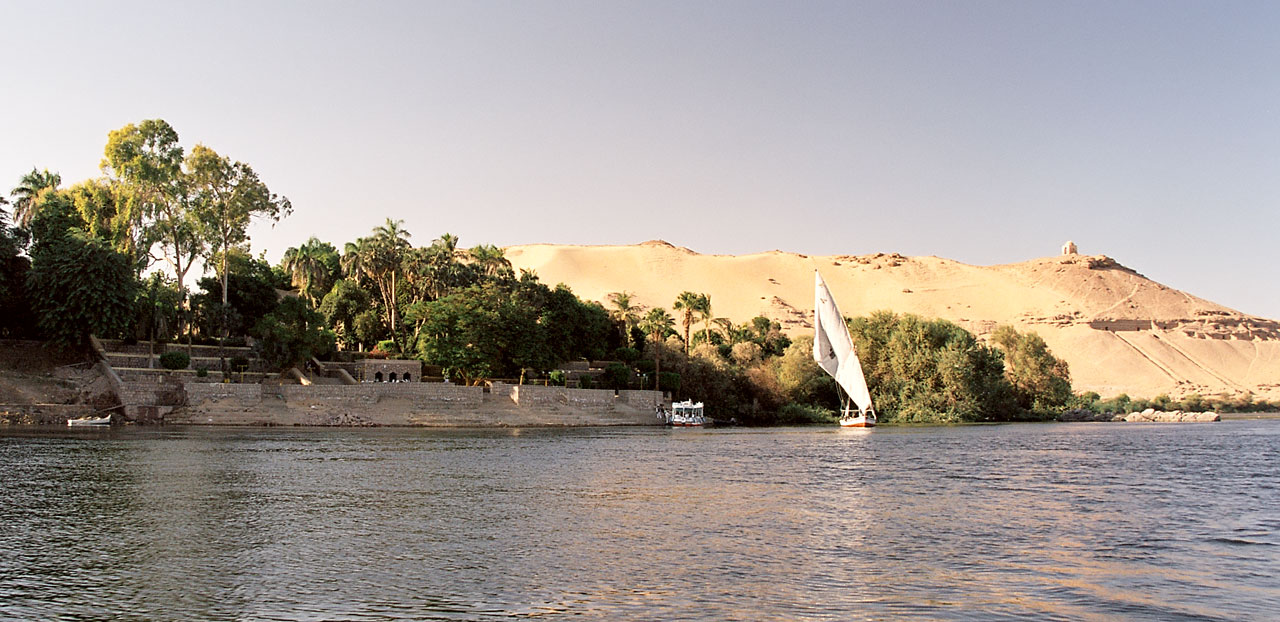
Molo di feluche sull'isola di Kitchener
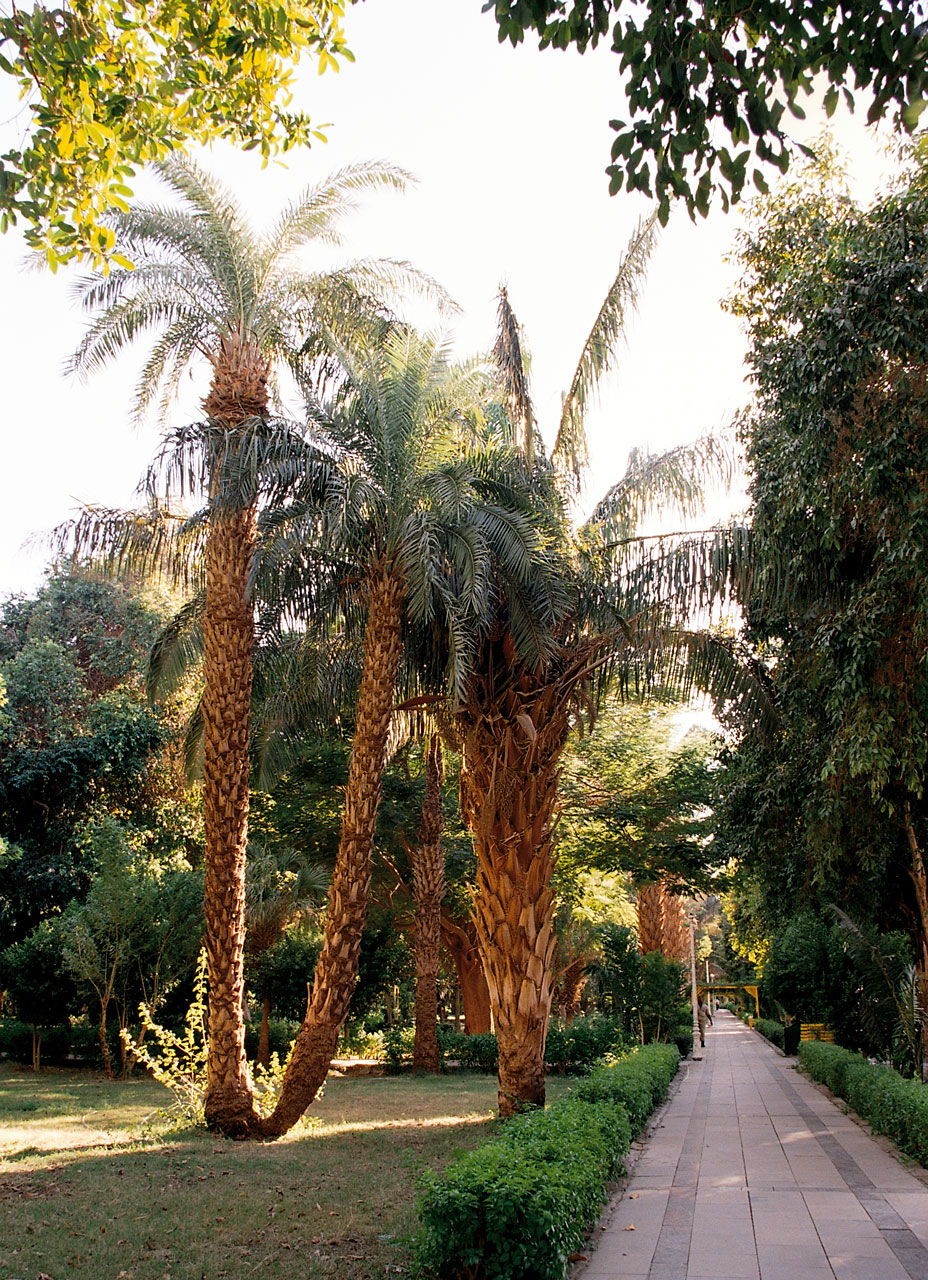
Palme nel giardino botanico di Assuan
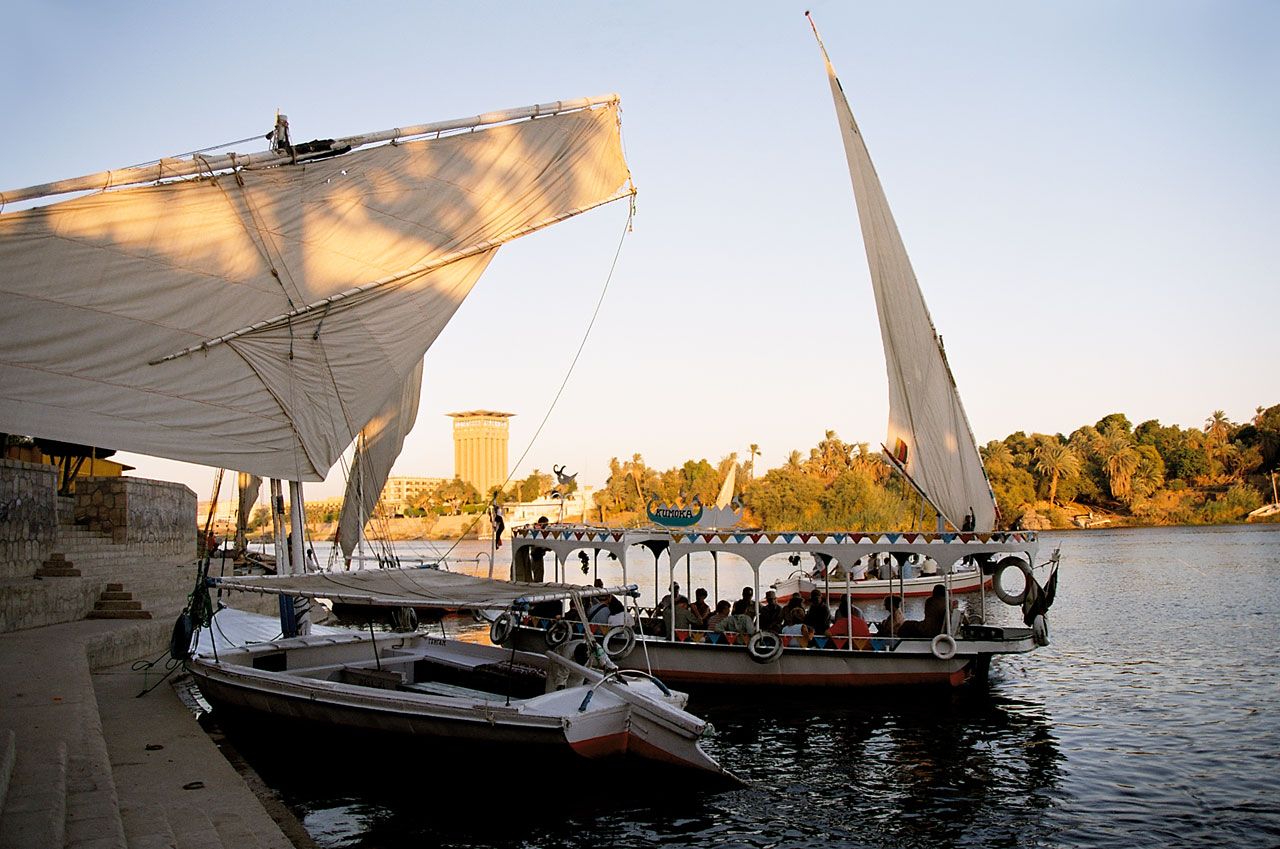
Molo di feluche sull'isola di Kitchener
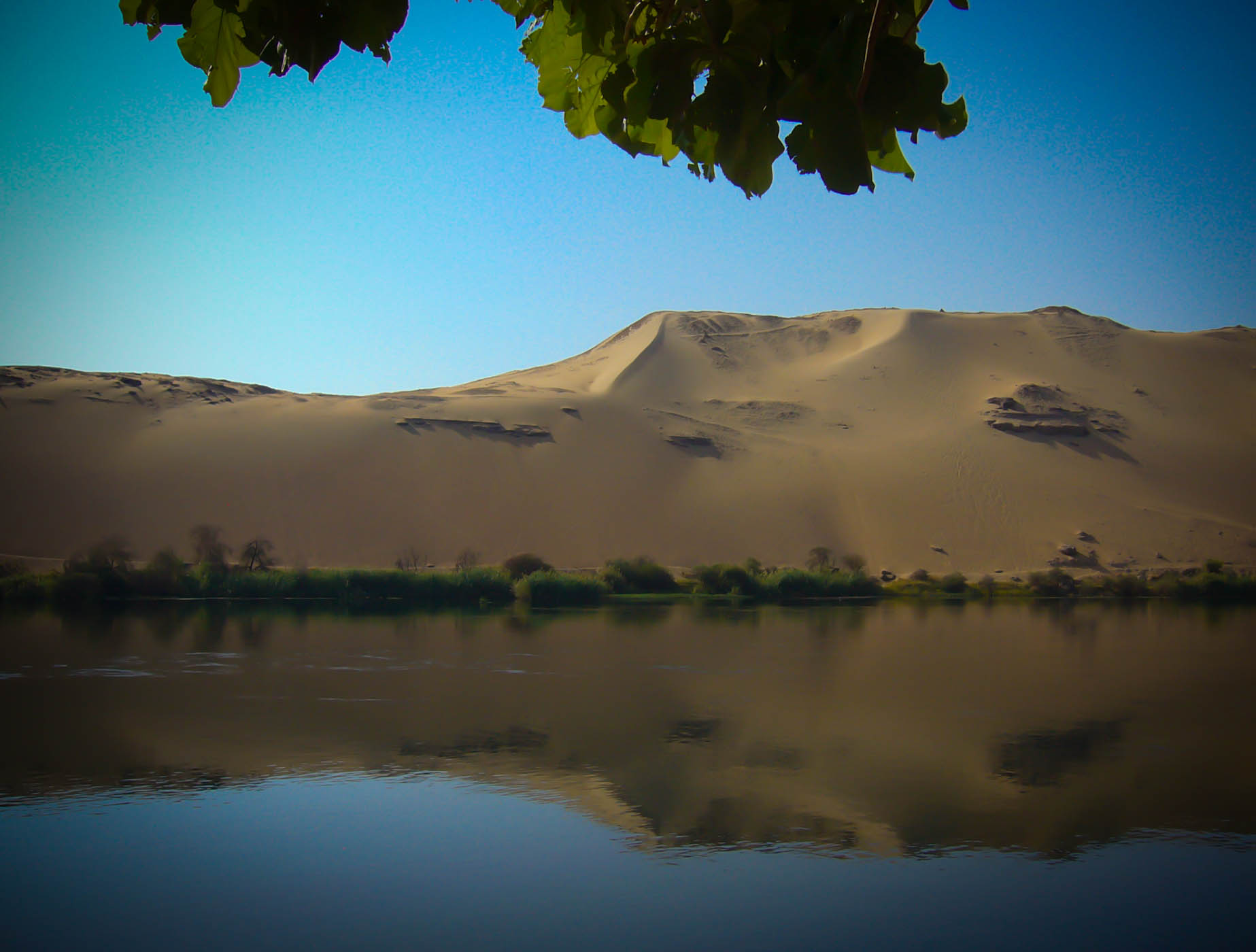
Riva occidentale del Nilo vista dall'orto botanico di Assuan